# Кроу, Шерил
Ше́рил Сью́зэнн Кро́у (англ. Sheryl Suzanne Crow; 11 февраля 1962, Кеннетт, Миссури) — американская исполнительница, гитаристка, бас-гитаристка и автор песен, девятикратная обладательница премии «Грэмми».

## Биография
Шерил Кроу родилась 11 февраля 1962 года в Кеннете, штат Миссури.
Её отец — Уэндел Кроу (Wendell Crow), был джазовым музыкантом-любителем. Мать — Бернис Кроу (Bernice Crow), работала учительницей музыки по классу фортепиано. Родители всячески поощряли детей (а их было четверо) в занятиях музыкой, так что уже в 6 лет Шерил начала осваивать пианино, в 13 лет стала солисткой школьного хора, а в 14 — начала сочинять песни. Помимо занятия музыкой, она возглавляла школьную танц-группу поддержки на спортивных соревнованиях.
Окончив Университет штата Миссури, стала дипломированным специалистом. Но Шерил поначалу не находит того применения своим талантам, которого ей хотелось бы. Днём она обучает музыке детей в младших классах школы, а по вечерам поёт и играет в кавер-группах Сент-Луиса.
В 1986 году она отправилась в Лос-Анджелес в поисках удачи и новых возможностей для профессиональной реализации. В конце концов ей повезло и она успешно прошла прослушивание в бэк-группу Майкла Джексона, готовившегося к промотуру «Bad». В начале 1989 года 18-месячный марафон завершился, и после тура Шерил вернулась к сочинению собственных песен.
В 2023 году будет введена в Зал славы рок-н-ролла в Кливленде,Огайо, США.

## Личная жизнь

### Отношения и дети
Шерил не была замужем. В 1990-е она встречалась с музыкантом Эриком Клэптоном и актёром Оуэном Уилсоном. С 2003 встречалась с велогонщиком Лэнсом Армстронгом. В 2005 г. пара объявила о помолвке, но в 2006 помолвка была расторгнута.
У неё есть два приёмных сына — Уайетт Стивен Кроу (род.29.04.2007) и Леви Джеймс Кроу (род.30.04.2010).

### Проблемы со здоровьем
В 2003 году у Шерил был диагностирован рак молочной железы. В ноябре 2011 года, спустя несколько лет после её победы над недугом, у Кроу была диагностирована другая болезнь — опухоль мозга, которой певица страдает и по сей день.

## Творчество

### Дискография
- Tuesday Night Music Club (1993)
- Sheryl Crow (1996)
- The Globe Sessions (1998)
- Sheryl Crow and friends: Live from Central Park (1999)
- C’mon, C’mon (2002)
- The Very Best of Sheryl Crow (2003)
- Wildflower (2005)
- Hits & Rarities (2007)
- Detours (2008)
- Home for Christmas (2008)
- 100 Miles From Memphis (2010)
- Feels Like Home (2013)
- Be Myself (2017)
- Threads (2019)
- Evolution (2024)

### Видеография
- MTV Unplugged (1995)
- Live in London (1997)
- Rockin' the Globe (1999)
- The Very Best of Sheryl Crow: The Videos (2003)
- C’mon America 2003 (2003)
- Wildflower Tour Live from New York (2006)
- Cougar Town (2010)

### Озвучивание фильмов
- Песня к фильму «бондианы» «Завтра не умрет никогда»
- Песня к анимационному фильму «Тачки»
- Песня к фильму «Искусственный разум»
- Песня к фильму «Дом храбрых»
- Песня к анимационному фильму «Би Муви: Медовый заговор»
- Песня к фильму «Планета Ка-Пэкс»
- Песня к фильму «Как удержаться на плаву»
- Песня к фильму «На гребне волны»
- Песня к телесериалам "Секс в большом городе" и "Теория большого взрыва"

## Избранная фильмография
| Год  |   | Русское название | Оригинальное название | Роль              |
| ---- | - | ---------------- | --------------------- | ----------------- |
| 2010 | с | Ханна Монтана    | Hannah Montana        | в роли самой себя |